# Championnats du monde de taekwondo 2013
Navigation
Gyeongju 2011 Tcheliabinsk 2015
Les Championnats du monde de taekwondo 2013 se déroulent du 15 au 21 juillet à Puebla (Mexico).
16 épreuves de taekwondo figurent au programme, huit masculines et huit féminines, et classées par catégories de poids.

## Podiums

### Hommes
| Catégorie              | Or                     | Argent             | Bronze                       |
| ---------------------- | ---------------------- | ------------------ | ---------------------------- |
| Poids fin (–54 kg)     | Kim Tae-hun            | Hsu Chia Lin       | Jerranat Nakaviroj           |
| Poids fin (–54 kg)     | Kim Tae-hun            | Hsu Chia Lin       | Hussein Sherif               |
| Poids mouche (–58 kg)  | Cha Tae-moon           | Hadi Mostean Loron | Guilherme Alves              |
| Poids mouche (–58 kg)  | Cha Tae-moon           | Hadi Mostean Loron | Damian Villa                 |
| Poids coq (–63 kg)     | Lee Dae-hoon           | Abel Mendoza       | Stevens Barclais             |
| Poids coq (–63 kg)     | Lee Dae-hoon           | Abel Mendoza       | Wei Chen Yang                |
| Poids plume (–68 kg)   | Behnam Asbaghikhanghah | Kim Hun            | Balla Dieye                  |
| Poids plume (–68 kg)   | Behnam Asbaghikhanghah | Kim Hun            | Jose Antonio Rosillo Atencia |
| Poids léger (–74 kg)   | Uriel Adriano          | Albert Gaun        | Kim Yoo-jin                  |
| Poids léger (–74 kg)   | Uriel Adriano          | Albert Gaun        | Saifeddine Trabelsi          |
| Poids welters (–80 kg) | Tahir Guelec           | Rene Lizarraga     | Nicolás García               |
| Poids welters (–80 kg) | Tahir Guelec           | Rene Lizarraga     | Anton Kotkov                 |
| Poids moyens (–87 kg)  | Rafael Castillo        | Ma Zhao Yong       | Radik Isaev                  |
| Poids moyens (–87 kg)  | Rafael Castillo        | Ma Zhao Yong       | Yassine Trabelsi             |
| Poids lourds (+87 kg)  | Anthony Obame          | Sajjad Mardani     | Robelis Despaigne            |
| Poids lourds (+87 kg)  | Anthony Obame          | Sajjad Mardani     | Ivan Trajkovic               |

### Femmes
| Catégorie             | Or                | Argent            | Bronze               |
| --------------------- | ----------------- | ----------------- | -------------------- |
| Poids Fin (–46 kg)    | Kim So-hui        | Anastasia Valueva | Fadia Farhani        |
| Poids Fin (–46 kg)    | Kim So-hui        | Anastasia Valueva | Ren Dandan           |
| Poids mouche (–49 kg) | Chanatip Sonkham  | Dana Touran       | Lucija Zaninovic     |
| Poids mouche (–49 kg) | Chanatip Sonkham  | Dana Touran       | Yania Aguirre        |
| Poids coq (–53 kg)    | Kim Yu-jin        | Ana Zaninovic     | Floriane Liborio     |
| Poids coq (–53 kg)    | Kim Yu-jin        | Ana Zaninovic     | Yamisel Nunez        |
| Poids plume (–57 kg)  | Kim So-hee        | Mayu Hamada       | Eva Calvo            |
| Poids plume (–57 kg)  | Kim So-hee        | Mayu Hamada       | Anna-Lena Frömming   |
| Poids léger (–62 kg)  | Carmen Marton     | Kim Hwi-lang      | Rabia Guelec         |
| Poids léger (–62 kg)  | Carmen Marton     | Kim Hwi-lang      | Nina Klaey           |
| Poids Welter (–67 kg) | Haby Niaré        | Chuang Chia Chia  | Franka Anic          |
| Poids Welter (–67 kg) | Haby Niaré        | Chuang Chia Chia  | Farida Azizova       |
| Poids moyens (–73 kg) | Glenhis Hernandez | Lee In-jong       | Casandra Ikonen      |
| Poids moyens (–73 kg) | Glenhis Hernandez | Lee In-jong       | Jasmine Vokey        |
| Poids lourds (+73 kg) | Olga Ivanova      | Briseida Acosta   | Ana Bajic            |
| Poids lourds (+73 kg) | Olga Ivanova      | Briseida Acosta   | Anne-Caroline Graffe |

## Tableau des médailles
| Rang  | Nation         | Or | Argent | Bronze | Total |
| ----- | -------------- | -- | ------ | ------ | ----- |
| 1     | Corée du Sud   | 6  | 3      | 1      | 10    |
| 2     | Cuba           | 2  | 0      | 3      | 5     |
| 3     | Mexique        | 1  | 3      | 1      | 5     |
| 4     | Russie         | 1  | 2      | 1      | 4     |
| 5     | Iran           | 1  | 2      | 0      | 3     |
| 6     | France         | 1  | 0      | 3      | 4     |
| 7     | Allemagne      | 1  | 0      | 2      | 3     |
| 8     | Thaïlande      | 1  | 0      | 1      | 2     |
| 9     | Australie      | 1  | 0      | 0      | 1     |
| 9     | Gabon          | 1  | 0      | 0      | 1     |
| 11    | Taipei chinois | 0  | 2      | 1      | 3     |
| 12    | Chine          | 0  | 1      | 1      | 2     |
| 12    | Croatie        | 0  | 1      | 1      | 2     |
| 14    | Jordanie       | 0  | 1      | 0      | 1     |
| 14    | Japon          | 0  | 1      | 0      | 1     |
| 16    | Espagne        | 0  | 0      | 3      | 3     |
| 16    | Tunisie        | 0  | 0      | 3      | 3     |
| 18    | Azerbaïdjan    | 0  | 0      | 2      | 2     |
| 18    | Slovénie       | 0  | 0      | 2      | 2     |
| 20    | Brésil         | 0  | 0      | 1      | 1     |
| 20    | Canada         | 0  | 0      | 1      | 1     |
| 20    | Égypte         | 0  | 0      | 1      | 1     |
| 20    | Sénégal        | 0  | 0      | 1      | 1     |
| 20    | Serbie         | 0  | 0      | 1      | 1     |
| 20    | Suisse         | 0  | 0      | 1      | 1     |
| 20    | Suède          | 0  | 0      | 1      | 1     |
| Total | Total          | 16 | 16     | 32     | 64    |

## Classement des équipes
| Rank | Equipe       | Points |
| ---- | ------------ | ------ |
| 1    | Corée du Sud | 60     |
| 2    | Iran         | 48     |
| 3    | Mexique      | 47     |
| 4    | Russie       | 31     |
| 5    | Chine        | 30     |

| Rank | Equipe       | Points |
| ---- | ------------ | ------ |
| 1    | Corée du Sud | 61     |
| 2    | Russie       | 32     |
| 3    | France       | 29     |
| 4    | Cuba         | 27     |
| 5    | Australie    | 22     |